# Střední hodnota
Střední hodnota je nejznámější míra polohy ve statistice. Často se nazývá očekávaná hodnota (odtud značka E = Expected, anglicky očekávaný) nebo populační průměr případně první moment.
Střední hodnota náhodné veličiny {\displaystyle X} se značí {\displaystyle \operatorname {E} X}, {\displaystyle \operatorname {E} (X)} nebo také {\displaystyle \langle X\rangle }. Střední hodnota náhodné proměnné je klíčovým aspektem jejího rozdělení pravděpodobnosti. Střední hodnota diskrétní náhodné veličiny je pravděpodobnostně vážený průměr všech jejích možných hodnot, pro spojitou náhodnou proměnnou je součet nahrazen integrálem proměnné vzhledem k její hustotě pravděpodobnosti.

## Definice
Střední hodnota náhodné veličiny je funkcionál jejího rozdělení, jenž je obecně definován jako následující Lebesgueův integrál (který lze chápat jako jakýsi „vážený průměr“ veličin z daného rozdělení, jejichž váhou je pravděpodobnost výskytu):
{\displaystyle \operatorname {E} X=\int _{R}x\mathrm {d} P(x)},
kde {\displaystyle P} je pravděpodobnostní míra určující rozdělení náhodné veličiny {\displaystyle X}. Pokud výraz na pravé straně nekonverguje absolutně, pak říkáme, že střední hodnota neexistuje.
Speciálně:
- Má-li náhodná veličina {\displaystyle X} spojité rozdělení s hustotou rozdělení {\displaystyle f(x)}, pak

{\displaystyle \operatorname {E} X=\int _{R}xf(x)\mathrm {d} x}.
- Má-li náhodná veličina {\displaystyle X} diskrétní rozdělení kde {\displaystyle P[X=s_{i}]=p_{i}} pro {\displaystyle i\in I} nejvýše spočetnou množinu různých výsledků, pak

{\displaystyle \operatorname {E} X=\sum _{I}s_{i}p_{i}}

## Vlastnosti
Střední hodnota konstanty {\displaystyle c} je
{\displaystyle \operatorname {E} (c)=c}
Pro střední hodnotu součinu náhodné veličiny {\displaystyle X} a konstanty {\displaystyle c} platí
{\displaystyle \operatorname {E} (cX)=c\operatorname {E} (X)}
Střední hodnota součtu dvou náhodných veličin {\displaystyle X,Y} je rovna součtu středních hodnot těchto veličin, tedy
{\displaystyle \operatorname {E} (X+Y)=\operatorname {E} (X)+\operatorname {E} (Y)}
Tento vztah lze samozřejmě zobecnit na součet libovolného počtu náhodných veličin.
Pro nezávislé náhodné veličiny {\displaystyle X,Y} je střední hodnota součinu těchto veličin rovna součinu jejich středních hodnot, tzn.
{\displaystyle \operatorname {E} (XY)=\operatorname {E} (X)\operatorname {E} (Y)}
Tento vztah je možné zobecnit pro součin libovolného počtu vzájemně nezávislých náhodných veličin.
Podmíněná střední hodnota:
- {\displaystyle \operatorname {E} (aX\mid Y)=a}

- {\displaystyle \operatorname {E} (aX+bY\mid Z)=a\operatorname {E} (X\mid Z)+b\operatorname {E} (Y\mid Z)}

- {\displaystyle \operatorname {E} [\operatorname {E} (X\mid Y)]=\operatorname {E} (X)}
- {\displaystyle \operatorname {E} (\psi (Z)U\mid Z)=\psi (Z)\operatorname {E} (U\mid Z)}

kde {\displaystyle a,b\in R} a {\displaystyle X,Y,Z} jsou náhodné vektory

## Příklady

### Diskrétní náhodná veličina
Mějme náhodnou veličinu, která s pravděpodobností 0,3 nabývá hodnoty 1, s pravděpodobností 0,2 nabývá hodnoty 2 a s pravděpodobností 0,5 nabývá hodnoty 3.
Střední hodnota je pak (0,3 × 1) + (0,2 × 2) + (0,5 × 3) = 2,2.

### Spojitá náhodná veličina
Mějme náhodnou veličinu, jejíž hustota pravděpodobnosti na intervalu <0,1> je f(x) = 2x , jinde identicky rovna nule. To je rozdělení, v němž je hustota pravděpodobnosti přímo úměrná hodnotě x.
Potom střední hodnotu lze z definice spočítat pomocí integrálu
{\displaystyle \operatorname {E} X=\int _{R}xf(x)\,\mathrm {d} x=\int _{0}^{1}x\cdot 2x\,\mathrm {d} x=\int _{0}^{1}2x^{2}\,\mathrm {d} x=\left[{\frac {2}{3}}x^{3}\right]_{0}^{1}={\frac {2}{3}}1^{3}-{\frac {2}{3}}0^{3}={\frac {2}{3}}}.
Střední hodnota uvedené náhodné veličiny tedy je 2⁄3.